# Giovanni Eulero
Giovanni Eulero (o Johann Albrecht Euler, Johann Albert Euler) (27 novembre 1734 – 17 settembre 1800) è stato un matematico e astronomo russo e svizzero.

## Biografia
Era il primo figlio di Leonardo Eulero, che emigrò a Pietroburgo il 17 maggio 1727. Sua madre Katharina Gsell (1707–1773) aveva per nonna materna Maria Sibylla Merian (1647–1717) e per padre il pittore Georg Gsell (1673–1740) che era emigrato in Russia nel 1716.
Nel 1754 diventò membro dell'Accademia delle scienze di Berlino. Nel 1758, fu brevemente direttore dell'istituto di calcolo astronomico dell'università di Heidelberg. Tornato a Pietroburgo nel 1765, fu chiamato alla cattedra di fisica dell'Accademia di San Pietroburgo. Viveva al piano terra della casa del padre.
Vinse sette premi accademici internazionali e nel 1771 fu eletto membro straniero dell'Accademia di Svezia.
Nel 1789 la sua figlia più giovane sposò Jakob Bernoulli II (Bernoulli "il giovane", 1759–1789) che morì due mesi dopo il matrimonio.

## Opere
- (LA) Disquisitio de causa physica electricitatis, in Dissertationes selectae Jo. Alberti Euleri, Paulli Frisii et Laurentii Beraud, Petropoli & Lucca, Vincentium Junctinium, 1757.